# 3-metilbutanale reduttasi
La 3-metilbutanale reduttasi è un enzima appartenente alla classe delle ossidoreduttasi, che catalizza la seguente reazione:
3-metilbutanolo + NAD(P)+ ⇄ 3-metilbutanale + NAD(P)H + H+
L'enzima, purificato da Saccharomyces cerevisiae, catalizza la riduzione di numerose aldeidi a catena lineare e ramificata, nonché diverse aldeidi aromatiche.